# Pseudoneptis coenobita
Pseudoneptis coenobita är en fjärilsart som beskrevs av Fabricius 1793. Pseudoneptis coenobita ingår i släktet Pseudoneptis och familjen praktfjärilar. Inga underarter finns listade i Catalogue of Life.